# Frédéric Badré
Pour les articles homonymes, voir Badré.
Frédéric Badré est un écrivain français né le 6 mai 1965 à Versailles et mort le 5 avril 2016 à Paris 13e,.

## Biographie
Frédéric Badré est l’auteur de Paulhan, le juste (Grasset, 1996). Il s’agit d’une biographie de Jean Paulhan, académicien et ancien directeur de La Nouvelle Revue française.
En 1997, Frédéric Badré reçoit pour cet ouvrage le Prix de la biographie de l’Académie  française. Cette même année, il fonde avec François Meyronnis et Yannick Haenel la revue littéraire Ligne de risque.
Il publie en 2003 un livre intitulé L’avenir de la littérature (Gallimard, 2003).
En juin 2012, on lui diagnostique une sclérose latérale amyotrophique, maladie dégénérative également connue sous le nom de maladie de Charcot. Dans La grande santé (Seuil, 2015), roman qu’il a publié en 2015, il raconte les prémices de cette maladie et évoque entre autres quelques souvenirs, ses passe-temps que sont la lecture et le dessin,.
En mars 2016, année de son décès, son dernier texte intitulé L’intervalle paraît dans La Nouvelle Revue française. En avril 2017, les éditions Points publient en poche La grande santé suivi de L'intervalle  (ISBN 978-2-7578-6499-9). 